# Kübassaare
Kübassaare es una localidad situada en el municipio de Saaremaa, condado de Saare, Estonia. Tiene una población estimada, en 2021, de menos de 4 habitantes.
Está ubicada cerca de la costa del mar Báltico, al sur de la isla de Hiiumaa y frente a la costa oeste de la isla de Muhu y de la Estonia continental.